# Gnathocharax
Gnathocharax is een monotypisch geslacht van straalvinnige vissen uit de familie van de spilzalmen (Acestrorhynchidae).

## Soort
- Gnathocharax steindachneri Fowler, 1913